# Trèfle rougeâtre
Trifolium rubens
Espèce
Classification phylogénétique
Le trèfle rougeâtre, encore appelé trèfle rouge ou queue de renard (Trifolium rubens), est une espèce de plantes à fleurs de la famille des Fabacées. C'est une plante herbacée rhizomateuse vivace trouvée en Europe centrale et du sud, jusqu'en Ukraine.